# Port Harcourt
Port Harcourt er en by i det sydlige Nigeria, med et indbyggertal (pr. 2007) på cirka 1.620.000. Byen er beliggende i Nigerdeltaet tæt ved Atlanterhavet og er opkaldt efter den tidligere britiske minister for oversøiske kolonier, Lewis Harcourt. 